# Костиков, Андрей Григорьевич
Андре́й Григо́рьевич Ко́стиков (30 октября 1899, Казатин, Киевская губерния — 5 декабря 1950, Москва) — советский учёный, специалист в области механики. Генерал-майор инженерно-авиационной службы (25.7.1942), член-корреспондент АН СССР по Отделению технических наук (механика) с 29 сентября 1943 года, кандидат технических наук (1939). Герой Социалистического Труда (28 июля 1941 года). Член ВКП(б).

## Биография

### Ранние годы
Родился 18 (30) октября 1899 года в Казатине (ныне — Винницкая область, Украина), но зарегистрирован был на родине родителей в селе Быстрое (ныне — Боровенск, Калужская область), там же крещён.
Отец (умер в 1920 году), выходец из крестьян, определённой профессии не имел и всю жизнь работал по найму чернорабочим, дворником, грузчиком, кочуя по стране (Казатин, Киев, Москва, Петроград). Мать занималась домашним и сельским хозяйством (умерла в 1922 году). Андрей имел сестру и брата.
Закончив четыре класса Быстровской сельской школы, с 1913 года Костиков обучался в Москве, в технической конторе инженера Межерицкого, на слесаря-водопроводчика. Затем, в 1914—1919 годах, работал подручным слесаря, слесарем на заводах Москвы, Петрограда, Киева.

### Служба в армии
С 19 лет — доброволец РККА. Принимал участие в боевых действиях против украинских сепаратистов, в Советско-польской войне. Воевал с Николаем Островским. Был ранен в ногу. В августе 1920 года попал в плен к полякам, в апреле 1921 года бежал и вновь продолжил служить в РККА. В 1919 году вступил в партию, в 1922 вступил туда же повторно.
В 1922—1926 годах учился в 3-й Киевской военно-инженерной школе, которую окончил первым по успеваемости, после чего служил в Нижнем Новгороде.
В 1930—1933 годах учился в ВВИА имени Н. Е. Жуковского «по авиационным двигателям и ракетной специальности», где всерьёз заинтересовался ракетной техникой. Был направлен инженером в Реактивный институт (РНИИ, НИИ-3), работал в отделе жидкостных ракетных двигателей (ЖРД). По некоторым свидетельствам, Костиков несколько раз встречался с К. Э. Циолковским в Калуге.

### Работа в оборонной промышленности

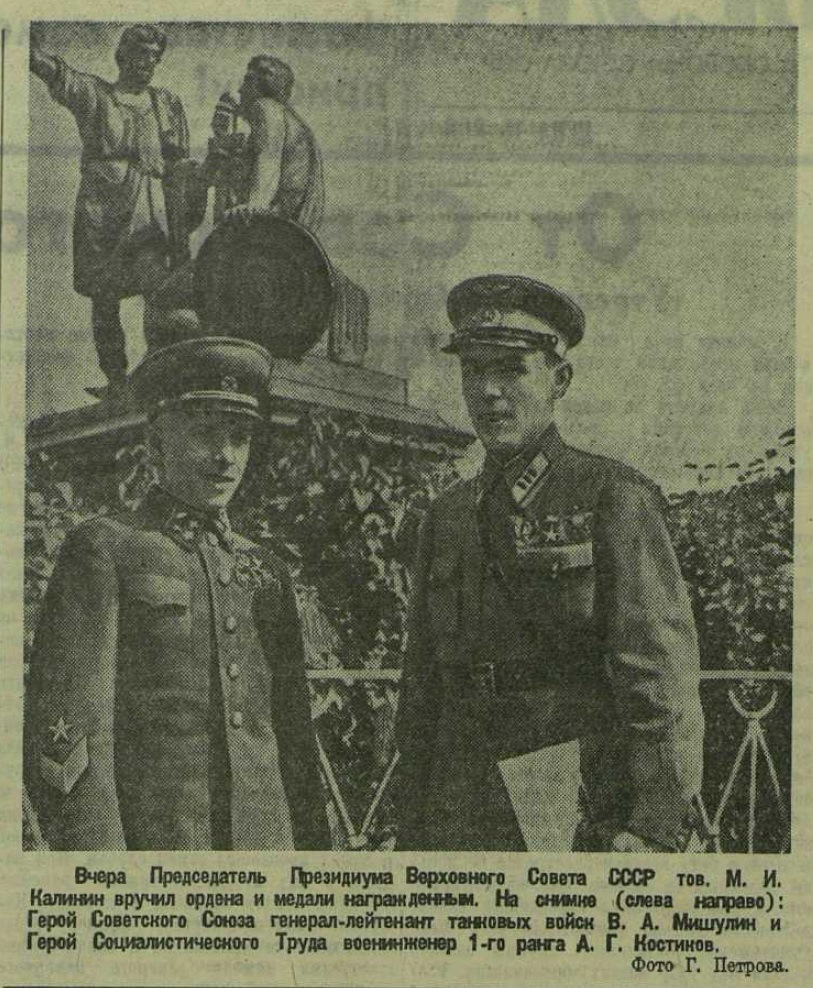
Герой Советского Союза генерал-лейтенант танковых войск В. А. Мишулин (слева) и Герой Социалистического Труда военный инженер 1-го ранга А. Г. Костиков (справа), 19 августа 1941 г.

С 1936 года — начальник отдела по разработке ЖРД.
В начале 1937 года начальник отдела РНИИ А. Г. Костиков пишет письмо на имя комиссара госбезопасности Николая Ежова, в котором обвиняет во вредительстве Клеймёнова, Лангемака, Глушко и ещё несколько сотрудников Реактивного института. И это будет не единственный его сигнал об обнаружении «врагов народа»:
В ноябре 1937 года Костиков назначается исполняющим обязанности, а с 15 сентября 1938-го, после ареста В. П. Глушко, С. П. Королёва, Г. Э. Лангемака, становится главным инженером института, который в то время занимался разработкой и испытанием реактивных снарядов и установок для их пуска с земли и с самолётов.
19 февраля 1940 года сотрудники института А. Костиков, И. И. Гвай и представитель Главного артиллерийского управления РККА В. В. Аборенков получили авторское свидетельство на изобретение «механизированной установки для стрельбы ракетными снарядами различных калибров» за № 3338, ставшее основой для разработки будущей знаменитой «Катюши». 17 июня 1941 года на Софринском артиллерийском полигоне Костиков продемонстрировал членам Политбюро, правительству страны и руководству НКО СССР работу установки залпового огня (УЗО), размещённой на автомобиле.
За день до начала войны, 21 июня 1941 года, И. В. Сталин принял решение о развёртывании серийного производства реактивных снарядов М-13 и пусковой установки БМ-13 (УЗО) и о начале формирования соответствующих войсковых частей.
Уже 14 июля 1941 года секретное советское оружие (УЗО) приняло боевое крещение под Рудней Смоленской области под командованием капитана И. Флёрова. Результаты были ошеломляющими. Было уничтожено скопление боевой техники и гитлеровцев. Позднее двумя сериями залпов «Катюш» была полностью разрушена железнодорожная станция Орша и переправа через реку Оршица. Не менее важным было и огромное деморализующее воздействие ракетного оружия на врага.
28 июля 1941 года Президиум ВС СССР издал два указа о награждении создателей «катюши». Первым указом «за выдающиеся заслуги в деле изобретения и конструирования одного из видов вооружения, поднимающего боевую мощь Красной Армии» Костикову было присвоено звание Героя Социалистического Труда (под № 13) с выдачей денежной премии в размере 25 тысяч рублей. Вторым указом орденами и медалями были награждены ещё 12 инженеров, конструкторов и техников, в том числе орденом Ленина — соавторы Костикова по изобретению — И. Гвай и В. Аборенков. Конструктору было присвоено звание генерал-майора инженерно-авиационной службы. 29 сентября 1943 года был избран членом-корреспондентом АН СССР по Отделению технических наук (механика).

### Начало войны
Юрий Александрович Победоносцев сообщал:

Примерно 19 октября Костиков, оставив всё имущество и все документы института на произвол судьбы, сбежал. Старшим в институте оставался я. Я пошел в МВД и Тимирязевский райком партии, чтобы получить указания на уничтожение института: в Москве была паника. И такое указание я получил. Когда я готовил институт к уничтожению, то, естественно, забирал документы из стола начальника института и обнаружил записку, написанную рукой Костикова. Там говорилось, что я был приближенным Клейменова, Лангемака и Королева, и делались намеки на то, что я тоже «вредитель»…

### Арест
После срочной эвакуации института в конце 1941 года в Свердловск Костиков (он был директором НИИ-3 с 1942 по 18 февраля 1944 года) занимался разработкой ракетного самолёта-истребителя «302П». Для этого было организовано ОКБ-55. Начальником был назначен М. Р. Бисноват, а Костиков — главным конструктором. Первоначально предполагалась составная силовая установка с разгонным ЖРД конструкции Душкина и двумя ПВРД (прямоточный воздушно-реактивный двигатель) конструкции Зуева. ПВРД так и не удалось отладить, и самолёт был в полёте только в качестве буксируемого планёра.
В начале 1943 года Костиков принял решение оснащать опытный экземпляр самолёта только жидкостным ракетным двигателем. Темпы создания самолёта ускорились, но характеристики его (скорость, скороподъёмность, дальность) резко снизились. К тому же Костиков, принимая это решение, совершил серьёзную организационную ошибку, не представив проведённые принципиальные изменения в тактико-технических данных и конструкции самолёта к оформлению постановлением правительства. В январе-феврале 1944 года правительственная комиссия, возглавленная заместителем наркома авиапромышленности А. С. Яковлевым, пришла к выводу о необходимости прекращения работ ввиду необоснованности и нереальности проекта. А. Г. Костикова обвинили в обмане правительства, сняли с должности директора НИИ-3 и 15 марта 1944 года арестовали.
Почти год недавний герой находился в тюрьме (с марта 1944 по 28 февраля 1945 года). Однако предъявленные ему обвинения в шпионаже и вредительстве не подтвердились. Выводы следствия гласили: «Разъяснения автора… верны. Автора целесообразно привлечь к более углублённой разработке. …Вражеского намерения в действиях А. Костикова, который был большим специалистом своего дела, не установлено».

### Дальнейшая карьера
С 1 августа 1945 года и до конца жизни Костиков (НИИ-3 к тому времени переименовали и передали Наркомат авиационной промышленности) работал начальником бюро в оборонном институте НИИ-24 (в настоящее время — НИМИ имени В. В. Бахирева), где занимался разработкой активно-реактивных снарядов по теме «Гром», высоко оцениваемых специалистами. В 1947 году Костиков непродолжительное время возглавлял представительство АН СССР в Германии.
В конце Великой Отечественной войны Костиков побывал на своей малой родине — в с. Быстром, посетил школу, встретился с земляками. 19 сентября 1950 года выступил с докладом в Калуге на заседании, посвящённом 15-летию со дня смерти К. Э. Циолковского.

### Смерть

Могила Костикова на Новодевичьем кладбище Москвы

5 декабря 1950 года Костиков скоропостижно скончался от инфаркта миокарда в своей квартире. Похоронен в Москве на Новодевичьем кладбище (участок № 2). С. Т. Конёнков создал памятник на его могиле.

## Награды и звания
- Герой Социалистического Труда (28 июля 1941)
- Сталинская премия I степени (10 апреля 1942) — за разработку нового типа вооружения
- два ордена Ленина
- орден Красного Знамени
- орден Трудового Красного Знамени
- орден Красной Звезды
- медали СССР

## Критика
После смерти Костикова дискуссия об истинных авторах изобретения «Катюши» вспыхнула с новой силой. Костикова обвиняли в присвоении изобретения «Катюши», а также в том, что он активно способствовал репрессиям, постигшим сотрудников его института (в том числе конструкторов Королёва С.П. и Глушко В.П., работавших в конце 1930-х годов в отделе, которым тогда руководил Костиков). Журналист Ярослав Голованов в статье «Лжеотец „катюши“» утверждал, что в заключении официального расследования, проведённого в июне 1965 года Главной военной прокуратурой, говорилось: «20 июня 1938 года Костиков возглавил экспертную комиссию, которая дала заключение органам НКВД о вредительском характере деятельности инженеров Глушко и Королёва».
По мнению некоторых историков и работников ракетно-космической отрасли, Костиков продвинул свою карьеру ложными доносами на своих коллег и присвоил авторство разработки реактивного миномёта «Катюша»:

По утверждению историка А. В. Глушко, обнаружен текст письменного доноса А. Г. Костикова о вредительской деятельности И. Т. Клеймёнова, Э. Г. Лангемака, С. П. Королёва, В. П. Глушко и ряда других сотрудников института, а также иные документы, подтверждающие причастность А. Г. Костикова к их аресту. В любом случае, неблаговидную роль в судьбе репрессированных сотрудников А. Г. Костиков всё-таки сыграл, поскольку в июне 1938 года он возглавил экспертную комиссию, давшую справку для НКВД о вредительской деятельности В. П. Глушко и С. П. Королёва. В результате С. П. Королёва приговорили к 10 годам лагерей, а В. П. Глушко — к 8 годам лагерей. В том же 1938 году А. Г. Костикова утвердили в должности главного инженера института.

Существует и противоположная точка зрения.

## Роль А. Г. Костикова в создании «катюш»
Уже в 1944 году по поводу авторства «катюш» производилось расследование. В материалах следственного дела А. Г. Костикова имеется заключение технической экспертизы, составленное комиссией в составе Чесалова А. В., Христиановича С. А., Ушакова К. А. и Левина Л. М., которая сделала категорический вывод: «Костиков, Гвай и Аборенков не могут считаться авторами М-8, М-13 и пусковых устройств к ним… К разработке снарядов РС-82 и РС-132, представляющих собой оригинальную конструкцию, Костиков, Гвай и Аборенков никакого отношения не имели».
Однако данные материалы опубликованы не были, а Костикова, Гвая и Аборенкова не лишили авторских свидетельств на изобретение системы реактивного вооружения. Поэтому Костиков в своих автобиографиях и анкетах до последних месяцев жизни называл себя «изобретателем ракетного оружия», а в книгах и публикациях об истории советского вооружения вплоть до 1985 года все трое именовались создателями «катюши».

Драма Андрея Костикова – при жизни и особенно после неё — это трагедия немалого числа из того поколения, и недопустимо пытаться бросать в них камни. И это тоже часть современной борьбы за разумную взвешенность, за честность к историческому прошлому, каким бы суровым, сложным и противоречивым оно иногда не представлялось, борьбы против однобокого взгляда и упрощения сложного героического и трагического прошлого страны, против смены знаковых ориентиров и, в конечном счете, против фальсификации истории. Замалчивание и умаление заслуг, демонизация образа конструктора деформирует, в частности, не только историю ракетной техники, но и историю предвоенных лет и тыла Великой Отечественной войны— 

## Память
- Памятник-стела в Мосальске, на малой родине Костикова, а в местном музее есть посвящённый ему стенд[12]
- Памятная доска из мрамора внутри одного из корпусов РНИИ, где работал Костиков[13]
- Сборник материалов, документов и избранных трудов А. Г. Костикова «Ракетно-космические двигатели и энергетические установки. Научно-технический сборник. Пионеры ракетной техники. Выпуск 3 (149). Андрей Григорьевич Костиков. К 100-летию со дня рождения» (главный редактор — академик РАН А. С. Коротеев), 1999